# (29613) Charlespicard
(29613) Charlespicard ist ein Asteroid des Hauptgürtels, der am 16. September 1998 vom italo-amerikanischen Astronomen Paul G. Comba am Prescott-Observatorium (IAU-Code 684) in Arizona entdeckt wurde.
Benannt wurde der Asteroid am 28. Januar 2002 nach dem französischen Mathematiker Charles Émile Picard (1856–1941), der sich hauptsächlich mit Funktionentheorie, Analysis, Algebra und Geometrie beschäftigte und durch den nach ihm benannten picardschen Satz bekannt wurde.